# Eodorcadion darigangense
Eodorcadion darigangense är en skalbaggsart som beskrevs av Heyrovský 1967. Eodorcadion darigangense ingår i släktet Eodorcadion och familjen långhorningar. Inga underarter finns listade i Catalogue of Life.